# Reconquista (Iberië)
De reconquista (Arabisch: الاسترداد al-ʼIstirdād) was een periode van 780 jaar in de middeleeuwen waarin enkele christelijke koninkrijken op het Iberisch Schiereiland er naar streefden met militair geweld de islamitische Moren van het schiereiland te verdrijven, nadat deze vanaf 711 het grondgebied hadden veroverd, op een smalle strook in het noorden na.
De verovering van het Visigotische Rijk in de achtste eeuw bracht het schiereiland grotendeels onder islamitische heerschappij, met uitzondering van de gebieden Galicië,Asturië, Cantabrië en Baskenland. De reconquista begon namelijk met de slag bij Covadonga waarin 300 Asturiaanse herders en gewone inwoners onder leiding van Don Pelayo wonnen tegen het leger van de Moren in de Picos de Europa. Na eeuwen van oorlogen restte in de dertiende eeuw alleen nog het islamitische koninkrijk Granada dat in 1492 werd veroverd door het katholieke koningspaar, waarmee het Iberisch Schiereiland geheel in katholieke handen was.

## Terminologie
De term reconquista komt uit het Spaans en Portugees en betekent "herovering", het perspectief van de Rooms-Katholieke Kerk en de Spaanse koninkrijken. Volgens sommige historici is gebruik van de term "herovering" in historisch-politieke samenhang niet juistː er zou nooit een "Spanje" bestaan hebben vóór de komst van de Moren in 711, tenzij men de Germaanse Visigoten als "Spaans" wil zien. Schrijvers als Lucas Catherine en historici als María Rosa Menocal erkennen de term reconquista niet en geven de voorkeur aan de term "conquista" (verovering).
Men spreekt ook wel eens van 'kruistochten op het Iberisch Schiereiland' of 'Iberische kruistochten' om te verwijzen naar de christelijk geïnspireerde veldslagen en zeeslagen tijdens de reconquista.

## Voorgeschiedenis

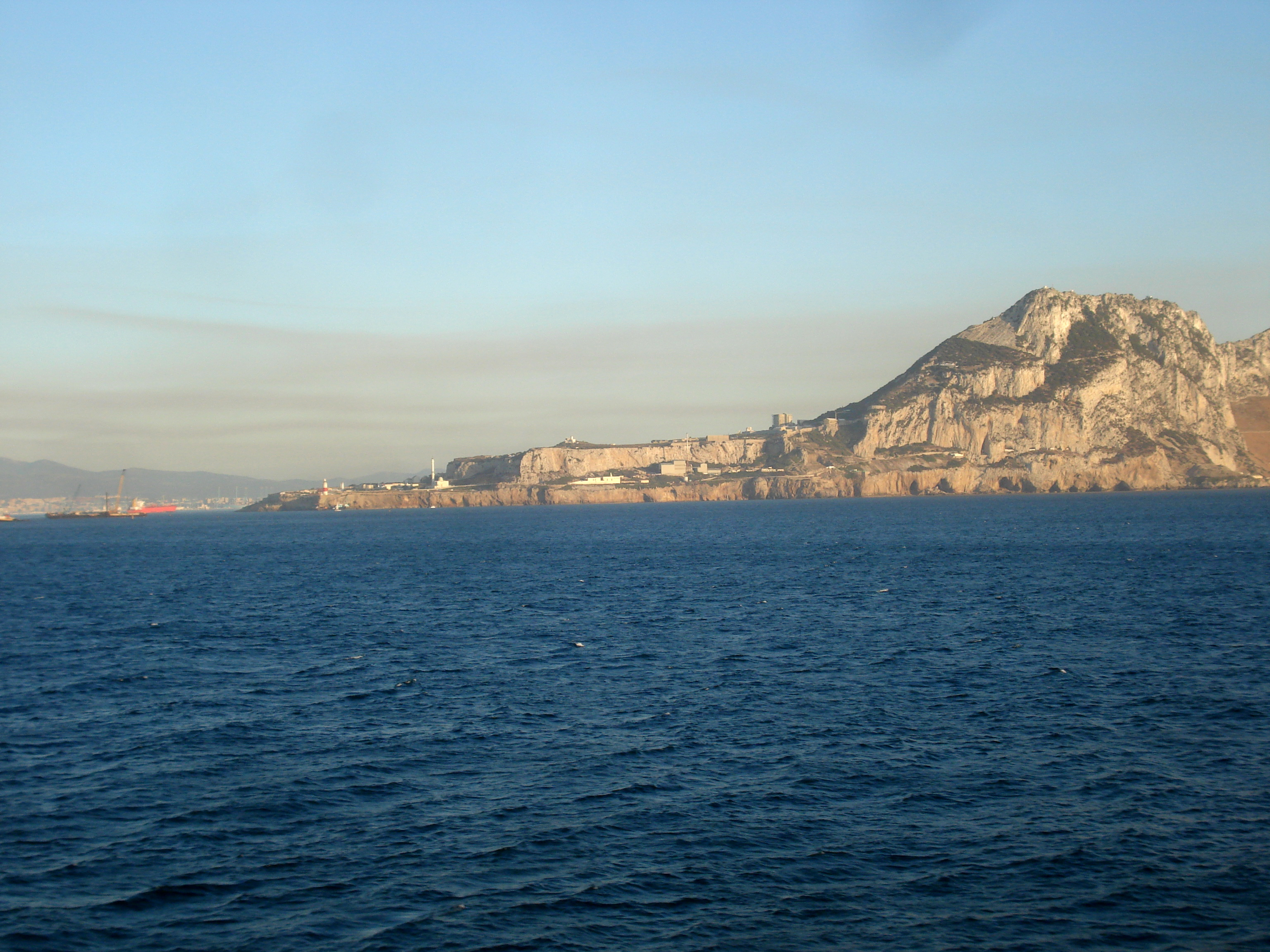
De Rots van Gibraltar waar generaal Tarik ibn Zijad en zijn troepen voet aan wal zetten.

Tijdens de Grote Volksverhuizing, die mede de Val van het West-Romeinse Rijk veroorzaakte, werd het Iberisch schiereiland bezet door de Visigoten die er hun koninkrijk vestigden. Rond 700 brak er een burgeroorlog uit onder verschillende Visigotische edelen en een van de partijen nodigde de islamitische Moren in Noord-Afrika uit om hen bij te staan in de strijd. Aldus stak in 711 de Berberse generaal Tarik ibn Zijad de Straat van Gibraltar over om te profiteren van de ontstane onrust en chaos ten gevolge van de burgeroorlog onder de Visigoten. De Visigotische koning Roderik werd in hetzelfde jaar vermoord waarmee het koninkrijk ophield te bestaan en de Moren maakten van de gelegenheid gebruik om te trachten het hele schiereiland te bezetten. In 718 was het grootste gedeelte van het Iberisch Schiereiland in de handen van de moslims. In 722 behaalden de christenen hun eerste overwinning onder leiding van Don Pelayo in de Slag bij Covadonga, waardoor Asturië niet bezet werd. Aan de invasie van de Omajjaden in Frankrijk werd een einde gemaakt door Karel Martel in de Slag bij Poitiers in 732.
Tussen 711 en 750 was Al-Andalus (het islamitische Spanje en Portugal) een deel van het kalifaat van de Omajjaden, met als hoofdstad Damascus. Nadat in het Midden-Oosten de Abbasiden de Omajjaden verslagen hadden en de heersende klasse verdreven, vluchtte het enig overgebleven lid van de Omajjaden, Abd al-Rahman I, in 756 naar Iberië. Hij verenigde er de moslims en maakte van Córdoba een nieuwe hoofdstad. Hij verbrak de banden met de Abbasidische kalief in Bagdad en stichtte het emiraat Córdoba. In 929 riep zijn nakomeling Abd al-Rahman III zich uit tot kalief. Onder het kalifaat Córdoba kende Al-Andalus grote welvaart. Er was een zekere mate van tolerantie ten opzichte van christenen en joden.
In het noorden van Iberië was in de negende en tiende eeuw een aantal kleine christelijke staten ontstaan, elk met hun eigen koningen: Castilië, León, Aragón, Navarra, Portugal en Catalonië. Gaandeweg fuseerden sommigen (bijvoorbeeld Aragón en Catalonië) maar veel macht verwierven ze niet.
Volgens de overlevering werd er toen reeds door christenen tegen de Moren gestreden, zoals in de Slag bij Clavijo, waarbij Sint-Jacobus (Santiago) de overwinning bracht.

## Dereconquista

Taalkundige kaart van de reconquista.

Tussen 1002 en 1031 viel het kalifaat uiteen in de zogenoemde taifa-rijkjes. Deze verdeeldheid leidde tot een definitieve kentering na een paar eeuwen patstelling tussen de christelijke rijkjes en de moslims. Voorheen waren er voornamelijk defensieve veldslagen tegen de moslims, maar in deze eeuw krijgen ze een meer offensief, progressief en continue karakter. In 1063 gaf paus Alexander II zijn zegen aan de kruistochten van de reconquista.
Deze eerste periode van het christelijke offensief wordt het vaakst beschreven in ridderromans. Bekend is onder anderen El Cid, de legendarische ridder Rodrigo Díaz de Vivar, die nu eens met de christenen, dan weer met de moslims meevocht, en uiteindelijk Valencia voor de christenen veroverde.
Het jaar 1085 was een sleuteljaar in de reconquista. In dat jaar bezette de Castiliaanse koning Alfons VI de oude Visigotische hoofdstad Toledo. De Slag bij Las Navas de Tolosa (tussen Toledo en Córdoba) in 1212 was een zware nederlaag voor de moslims en een echte doorbraak. De christenen boekten hierna in relatief korte tijd grote successen: Córdoba werd in 1236 veroverd, Sevilla in 1248 en Cádiz in 1260. In 1280 was vrijwel het gehele schiereiland in christelijke handen. Alleen het Emiraat Granada bleef islamitisch onder heerschappij van de Nasriden. Het was schatplichtig aan de koningen van Castilië. Interne machtsstrijd was de oorzaak van verval. Vanaf 1421 begonnen de opeenvolgende pausen op te roepen tot kruistochten tegen de moslims in Granada.
In 1482 begon de Oorlog van Granada, een veldtocht tegen het koninkrijk Granada. Op 2 januari 1492 (hetzelfde jaar dat Christoffel Columbus voor het eerst de Atlantische Oceaan overstak en daarbij Amerika herontdekte) nam het katholieke koningspaar, Ferdinand II van Aragón en Isabella I van Castilië, de sleutels van de stad Granada in ontvangst van emir Abu Abdallah (bij de Spanjaarden bekend als Boabdil). Hiermee was de reconquista voltooid.

## Verdrijving en vervolging van joden en moslims

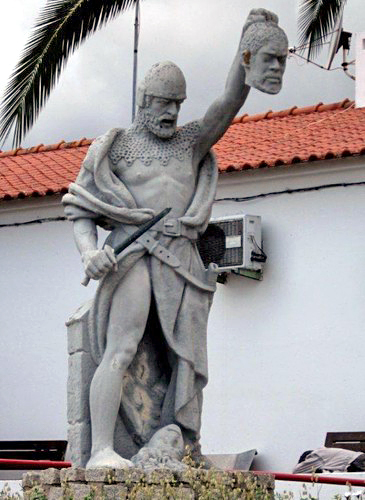
Standbeeld van Geraldo sem Pavor (Gerard zonder Vrees), een Portugese kruisvaarder met een hoofd van een Moor

Kort na de herovering van Granada braken Ferdinand en Isabella de belofte van het Verdrag van Granada (1491) om de joden en moslims van die stad met rust te laten.
Op 31 maart 1492 tekenden Ferdinand en Isabella het Edict van Granada. De joden werden op straffe van de dood gedwongen zich te laten dopen. Veel joden bekeerden zich onder deze druk tot het christendom. Sommigen van hen bleven in het geheim hun joodse geloof voortzetten. Over het aantal joden dat emigratie verkoos verschillen de meningen, maar men neemt aan dat tussen de 160.000 en de 400.000 personen Spanje verlieten. Enkelen vestigden zich in Portugal en Italië en sommigen weken uit naar Nederland. Het grootste deel ging echter naar Noord-Afrika en het Ottomaanse Rijk. De verspreiding van de Sefardische Joden over heel Europa is tot op de dag van vandaag te zien en ze vormden vaak hun eigen gemeenschappen.
De Katholieke Kerk sprak zich negatief uit over joden en moslims. De naar eenheid strevende staat en de intolerante kerk versterkten elkaar. De band tussen koning en kerkelijke macht was extreem groot in het Spanje van de 15e tot de 17e eeuw. De belangen van staat en kerk vielen samen.
In 1499 dwong de Spaanse kardinaal Francisco Jiménez de Cisneros de moslims (toentertijd Mudéjares genoemd) zich te bekeren tot het christendom. Hij verbrandde publiekelijk de Koran. Vele duizenden lieten zich onder dwang dopen. Wie geen christen wilde worden moest het land verlaten. De bekeerde moslims worden nu moriscos (morisken) genoemd.
Onder Filips II worden de joden, die als scheldnaam marranos ('zwijnen') kregen en de Moren (Spaans: moriscos) met harde hand vervolgd. De Inquisitie liet 13.000 bekeerde joden ombrengen, omdat zij in het geheim het joodse geloof waren blijven aanhangen. De uitvoering van door de kerkelijke rechtbanken uitgesproken doodstraffen gebeurde door de wereldlijke macht.
In 1609 werden onder Filips III 300.000 moriscos het land uit gezet.

## Classificaties en latere gevolgen
De vele vorderingen en retraites hebben verschillende sociale typen gecreëerd:

### Christenen
- De Mozaraben: christenen in door moslims bezette gebieden. Sommigen van hen migreerden naar het noorden van het schiereiland in tijden van vervolging, waardoor elementen van de stijlen, voedsel en landbouwpraktijken werden geleerd van de Moren, terwijl ze hun christendom bleven praktiseren met oudere vormen van katholieke eredienst en hun eigen versies van de Latijnse taal.
- De Conversos: joden en moslims die zich tot het christendom hebben bekeerd.
- De Oude christenen: de Spaanse en Portugese christenen die niet afstammen van moslims of joden en die hun "bloedzuiverheid" bewaarden.
- Farfan: een groep christelijke soldaten, voornamelijk afkomstig uit de Iberische koninkrijken, die in de late middeleeuwen als huurlingen dienden voor de verschillende islamitische dynastieën van de Maghreb.

### Joden
- De Nieuwe christenen: joden die zich tot het christendom bekeerden, werden conversos (bekeerlingen), of pejoratief marranos (varkens) genoemd. Joden bekeerden zich vrijwillig of onder dwang tot het christendom. Sommigen waren cryptojoden die in het geheim het jodendom beoefenden. Alle overgebleven joden werden uit Spanje verdreven als gevolg van het Edict van Granada van 1492 en uit Portugal in 1497. Conversojoden werden onderworpen aan de Spaanse en Portugese inquisitie, ingesteld om het christelijk geloof en de praktijk te handhaven, wat vaak leidde tot geheim onderzoek en openbare straffen van conversos in autos-da-fé ("daden van geloof").
- Marrano: denigrerende naam voor joden die zich tot het christendom bekeerden.
- De Sefardische Joden: joden die afkomstig zijn uit Spanje en Portugal.
- Xueta: nakomelingen van cryptojoden op de Balearen.

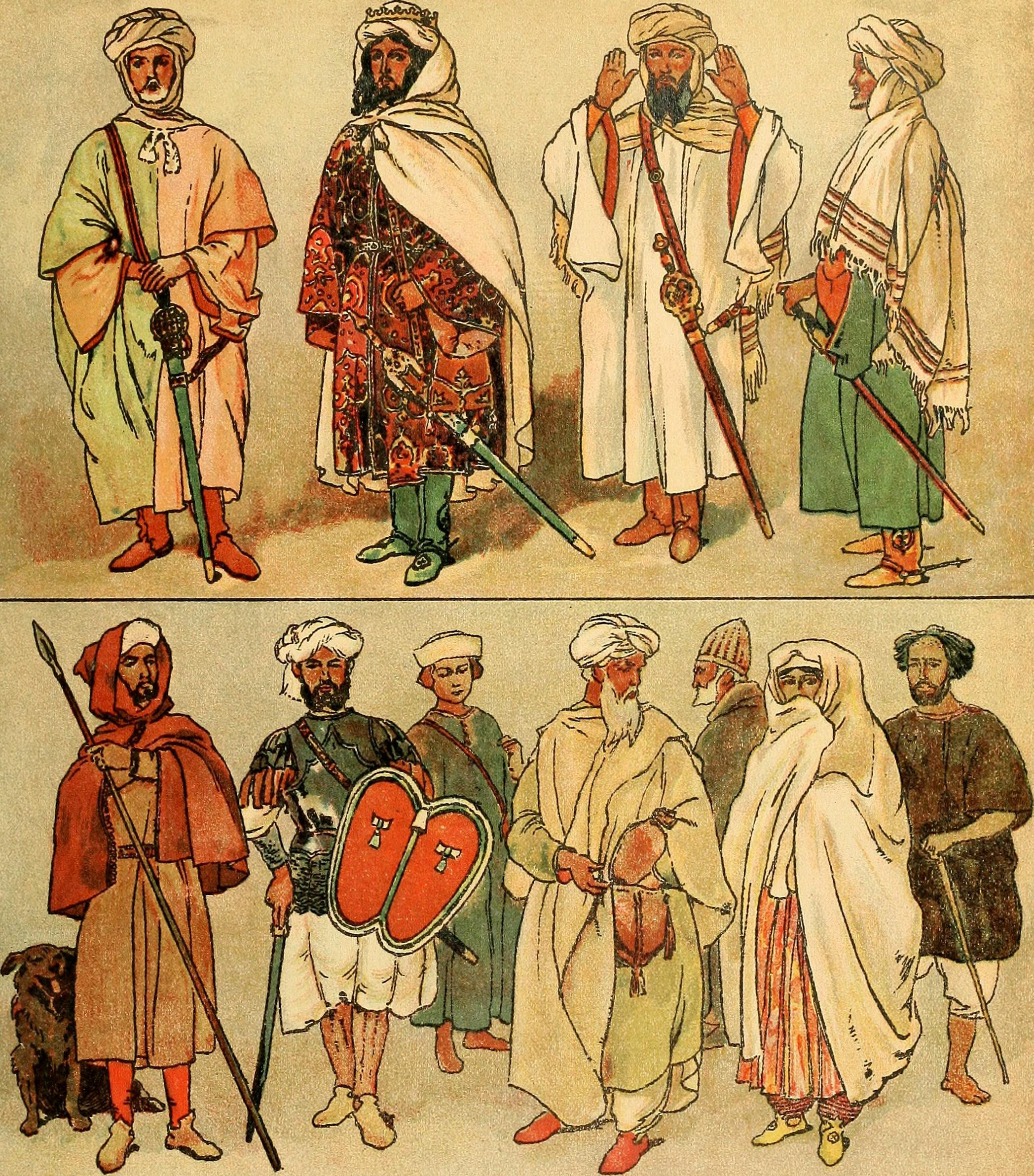
Kleding van de Moren van Granada, zoals geschiedschrijvers dat in 1905 beschreven.

### Moslims
- De Moren: de islamitische bevolking van Iberië.
- De Wulayti: de eerste generatie Arabieren geboren in hun thuisland.
- De Muladis: christenen onder islamitische heerschappij die zich na de komst van de Moren tot de islam bekeerden.
- De Mudéjares: moslims in door christenen bezette gebieden.
- De Morisken: moslims die zich veelal gedwongen tot het christendom bekeerden. Een aanzienlijk aantal waren cryptomoslims die de islam in het geheim bleven praktiseren. Ze varieerden van succesvolle bekwame ambachtslieden, gewaardeerd en beschermd in Aragón, tot verarmde boeren in Castilië. Na het Edict van Granada werd de gehele islamitische bevolking gedwongen zich te bekeren of te vertrekken, en aan het begin van de 17e eeuw werd een aanzienlijk aantal verdreven.
- De Monfis: moslims die na de Val van Granada vluchtten en in de bergen van Granada leefden.
- De Saqaliba: slaven en nakomelingen van slaven uit Oost-Europa die op het Iberische Schiereiland leefden.
- Renegaat: een christen in de middeleeuwen die zich bekeerde tot de islam.

## Belangrijke personen tijdens de reconquista

### Moslims
- Abd al-Rahman I: de stichter van het Omajjaden Emiraat Cordoba.
- Abd al-Rahman III: de stichter van het Omajjaden Kalifaat Cordoba.
- Almanzor: een vizier onder de Omajjaden en de feitelijke machthebber van Al-Andalous.
- Yusuf ibn Tashfin: de belangrijkste leider van de Almoraviden, won de belangrijke Slag bij Zallaqa in 1086.
- Abu Yaqub Yusuf: de belangrijkste leider van de Almohaden, won de belangrijke Slag bij Alarcos in 1195.
- Boabdil: de laatste Moorse koning op het Iberische Schiereiland, tekende in 1492 het Verdrag van Granada.

### Christenen

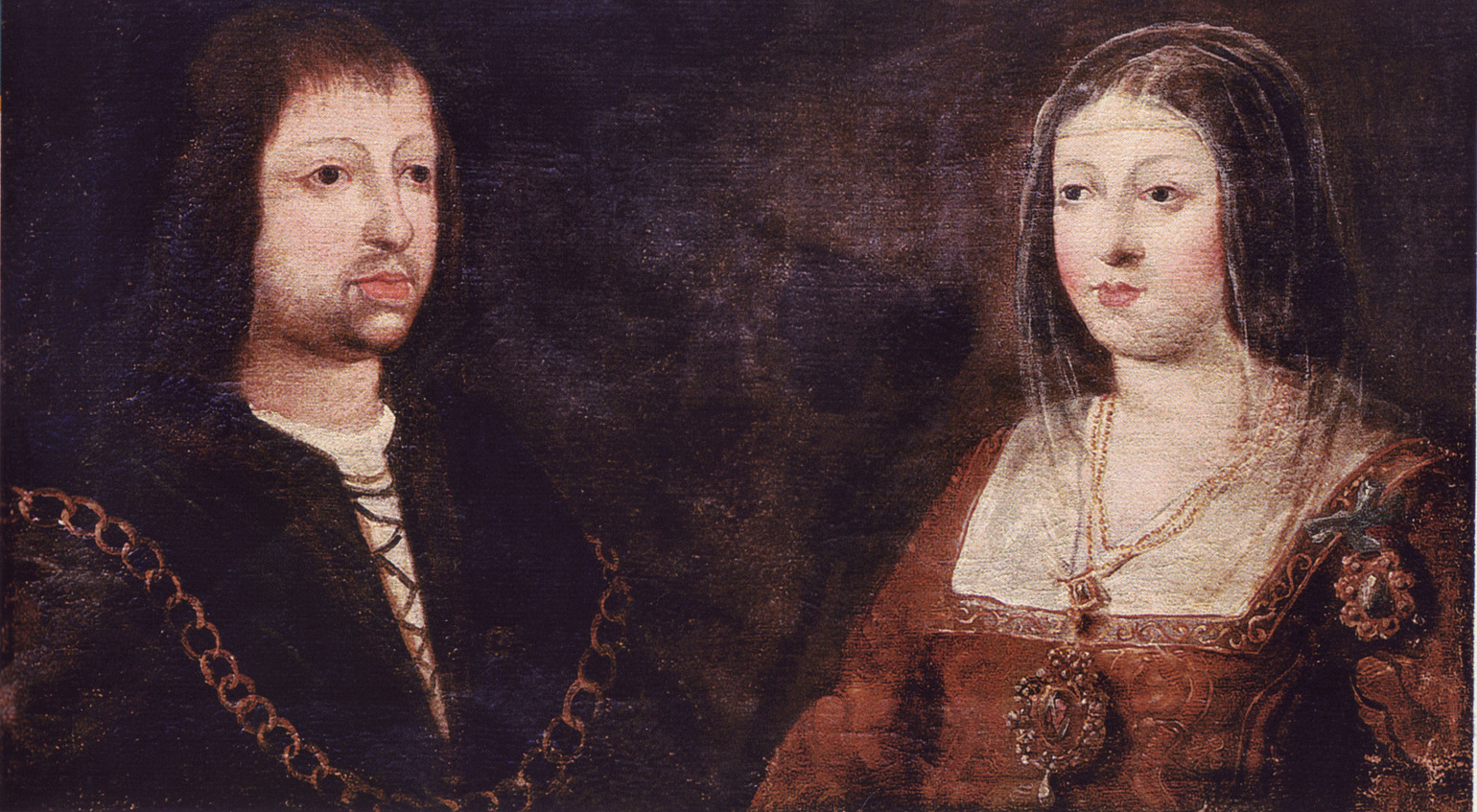
Huwelijksportret van Isabella en Ferdinand, die in 1469 trouwden.

- Omar ibn Hafsun: een ex-moslim en rebellenleider die het verzet leidde tegen de Omajjaden.
- Paus Alexander II: de paus die zijn zegen gaf voor een kruistocht tegen de Moren.
- El Cid: een huurling die vocht voor zowel christenen als moslims.
- Alfons VI van León: koning van Castilië die een belangrijke drijfveer was achter de reconquista.
- Isabella I van Castilië: koningin van Castilië, trouwde met Ferdinand II, samen kregen ze de bijnaam de Katholieke Koningen. Vaardigden het Verdrijvingsedict uit tegen de joden en de moslims.
- Ferdinand II van Aragon: koning van Aragon, trouwde met Isabella I, samen vormen ze de Katholieke Koningen. Vaardigde het Verdrijvingsedict uit tegen de joden en de moslims.

## Kruisvaardersstaten
Christelijke rijken tijdens de reconquista
| Vlag | Naam                 | Hoofdstad                                                                       | Begin    | Einde | Regeerperiode | Opmerking |
| ---- | -------------------- | ------------------------------------------------------------------------------- | -------- | ----- | ------------- | --------- |
|      | Koninkrijk Asturië   | Cangas de Onís, San Martín del Rey Aurelio, Oviedo, Pravia                      | 718      | 924   | 206 jaar      |           |
|      | Koninkrijk Navarra   | Pamplona                                                                        | 824      | 1620  | 796 jaar      |           |
|      | Graafschap Portugal  | Portus Cale, later Guimarães                                                    | 868      | 1139  | 271 jaar      |           |
|      | Koninkrijk León      | León                                                                            | 910      | 1230  | 320 jaar      |           |
|      | Koninkrijk Galicië   | Santiago de Compostella                                                         | 910      | 1479  | 569 jaar      |           |
|      | Koninkrijk Aragon    | Jaca (tot 1097) Zaragoza (na 1118)                                              | 1035     | 1707  | 672 jaar      |           |
|      | Koninkrijk Castilië  | Burgos (860–1087) Toledo (1087–1230)                                            | 1065     | 1230  | 165 jaar      |           |
|      | Vorstendom Catalonië | Barcelona                                                                       | 12e eeuw | 1714  |               |           |
|      | Koninkrijk Portugal  | Lissabon                                                                        | 1139     | 1910  | 771 jaar      |           |
|      | Kroon van Aragón     | -                                                                               | 1164     | 1716  | 552 jaar      |           |
|      | Kroon van Castilië   | Toledo (tot 1561) Madrid (1561-1601) Valladolid (1601-1606) Madrid (vanaf 1606) | 1230     | 1716  | 486 jaar      |           |
|      | Koninkrijk Majorca   | Palma, Perpignan                                                                | 1231     | 1715  | 484 jaar      |           |
|      | Koninkrijk Valencia  | Valencia                                                                        | 1238     | 1707  | 469 jaar      |           |
|      | Koninkrijk Algarve   | Silves (1249-1576) Lagos (1576-1746) Faro (1746-1910)                           | 1249     | 1910  | 661 jaar      |           |
|      | Koninkrijk Murcia    | Murcia                                                                          | 1266     | 1833  | 567 jaar      |           |

## Festivals in modern Spanje

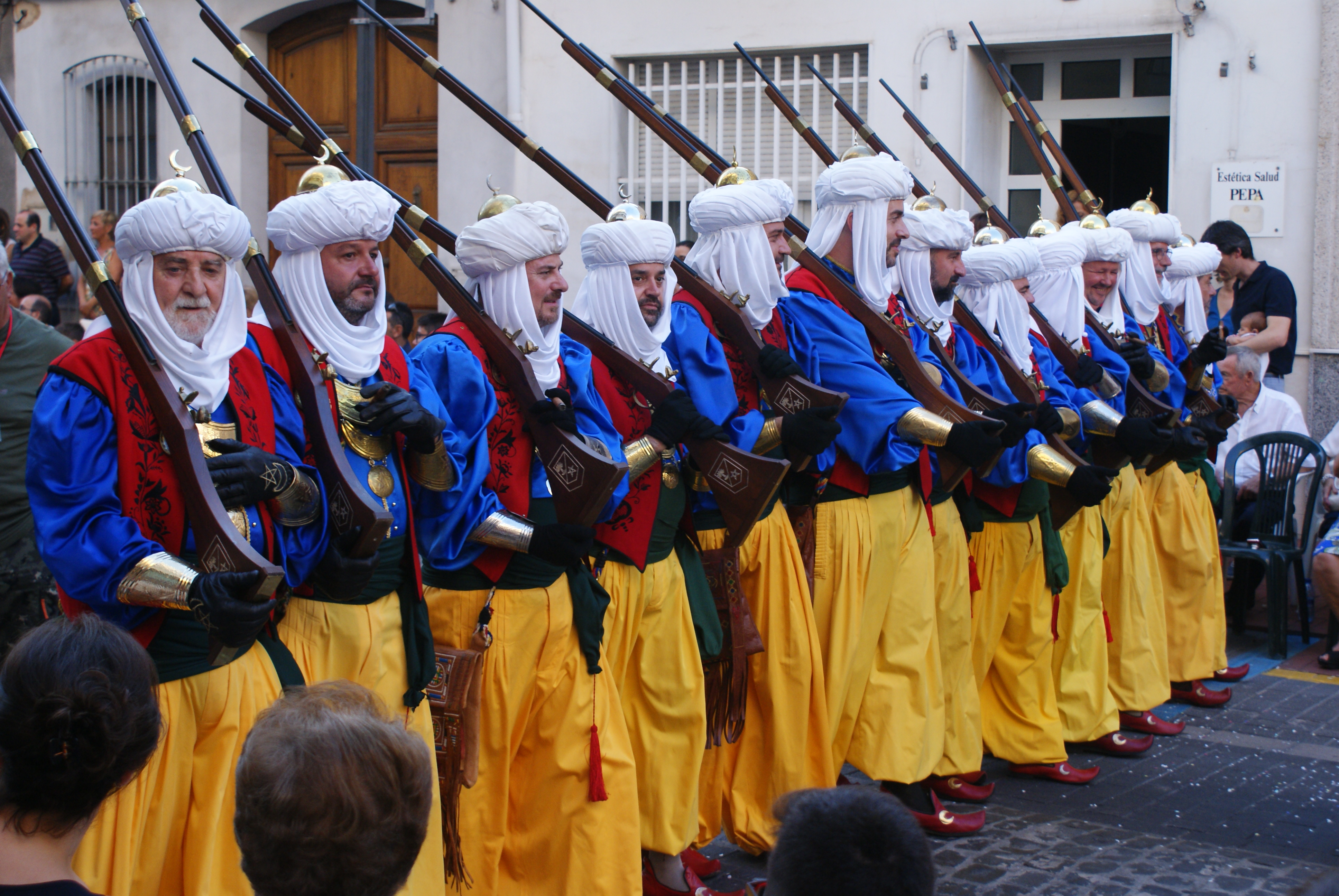
Moros y Cristianos, festival in Oliva

Jaarlijks is er in verschillende steden in Spanje een reeks festivals die de overwinning van de kruisvaarders (christenen) op de Moren (de moslims) vieren. Deze staan gekend als Moros y cristianos (Moren en christenen). Daar worden de gevechten nagebootst als kleurrijke parades met uitgebreide kledingstukken en veel vuurwerk, vooral in de centrale en zuidelijke steden van de autonome regio Valencia, zoals Alcoi, Ontinyent en Villena. Volgens de populaire traditie herdenken de festivals de veldslagen en gevechten tussen de Moren en kruisvaarders in de periode die bekend staat als reconquista (van de 8e eeuw tot de 15e eeuw).
De festivals verhalen de verovering van de stad door de Moren en de daaropvolgende christelijke herovering. De deelnemers aan het festival worden meestal aangetrokken door lokale verenigingen, filaes (enkelvoud: filá) of comparses (bedrijven die de christelijke of Moorse legioenen vertegenwoordigen). De festivals duren een aantal dagen en zijn voorzien van feestelijke parades met bombastische kostuums losjes geïnspireerd door middeleeuwse mode. Christenen dragen bont, metalen helmen en harnassen, schieten haakbussen af en rijden op paarden. Moren daarentegen dragen oude Arabische kostuums, dragen boegbeelden en rijden op echte kamelen of olifanten. Het festival ontwikkelt zich tussen schoten van buskruit, middeleeuwse muziek en vuurwerk en eindigt met de christenen die een gesimuleerde veldslag rond een kasteel winnen.
Er zijn ook festivals van Moros y Cristianos in Spaans-Amerika en de Filipijnen.

## Tijdlijn oorlogen
- 711: De islamitische invasie van het door de christelijke Visigoten bestuurde Iberië door de legers van het kalifaat der Omajjaden begint.
- 717: Eerste tocht van de Omajjaden over de Pyreneeën naar het Visigotische Gallië.
- 719: De islamitische Omajjaden heersen nu niet alleen over vrijwel het gehele Iberische schiereiland maar ook over Septimanië met onder meer Narbonne.
- 718 of 722: Visigotische overwinning in de slag bij Covadonga in het noordwesten van Iberië leidt tot oprichting van het christelijk koninkrijk Asturië.
- 739: Moors garnizoen verdreven uit Galicië.
- 742: Moorse garnizoenen geven hun posities ten noorden van de rivier de Duero op om zich bij de Berberopstand aan te sluiten.
- 759: Pepijn de Korte herovert de laatste moslimbolwerken in het huidige Frankrijk.
- 801: De Karolingers onder leiding van Lodewijk de Vrome heroveren Barcelona, plunderen Lleida en vestigen de Spaanse Mark.
- 809: De Karolingers slagen er niet Tarragona en Tortosa in te nemen en trekken zich terug tot de Spaanse Mark.
- 868: Herovering van de stad Porto, leidend tot de oprichting van het graafschap Portucale (Latijn voor later Portugal).
- 871: Herovering van Coimbra door de Asturiërs, het graafschap Coimbra gevestigd.
- 914: Moren hernemen kort Barcelona.
- 929: Abd al-Rahman III richt het kalifaat in Córdoba op en neemt de titel van "bevelhebber der gelovigen" (kalief) aan.
- 1085: Met de herovering van Toledo door Castilië is meer dan de helft van Iberië in handen van de christelijke koninkrijken.
- 1086: De Almoraviden onder leiding van Yusuf ibn Tashfin verslaan Alfons VI van León en Castilië in de slag bij Sagrajas en brengen de christelijke opmars tijdelijk tot stilstand.
- 1097: Eerste kruistocht; twee derde van het Iberisch schiereiland heroverd door christelijke koninkrijken.
- 1118: Navarro-Aragonese troepen heroveren de islamitische bolwerken van Tudela en Zaragoza.
- 1147: Beleg van Lissabon, onderdeel van de Tweede Kruistocht, de Almoraviden staan Lissabon af aan het koninkrijk Portugal.
- 1148: Beleg van Tortosa, onderdeel van de Tweede Kruistocht.
- 1195: De Slag bij Alarcos vestigt het gezag der Almohaden over het zuiden van het Iberisch schiereiland.
- 1212: De nederlaag in de cruciale Slag bij Las Navas de Tolosa luidt het gestage politieke verval in van de Iberische islamitische koninkrijken.
- 1236: Cádiz en de voormalige hoofdstad van het kalifaat Córdoba worden heroverd door de Castilianen.
- 1248: Christelijke legers onder Ferdinand III van Castilië nemen Sevilla na een beleg van zestien maanden.
- 1249: Koning Alfonso III van Portugal neemt Faro (Algarve) en voltooit de Portugese reconquista.
- 1249: Het emiraat van Granada is nu de enige islamitische staat op het Iberisch schiereiland.
- 14e en 15e eeuw: De Mariniden nemen de controle over enkele steden aan de zuidkust over, maar worden snel verdreven, waarna er nog slechts enkele geïsoleerde steden in het zuiden van Granada in handen blijven van de Moren.
- 1492: Na het Verdrag van Granada (25 november 1491) geven de Moren de stad over. De militaire fase van de reconquista was daarmee voltooid.
- 1492: Edict van Granada uitgevaardigd door de katholieke vorsten op 31 maart tegen de joden van Spanje.

## Veldslagen en zeeslagen
Oorlogen tegen de Omajjaden
- Slag van Monte Auseba (718)
- Slag bij Covadonga (718 of 722)
- Slag bij Roncevaux (778)
- Slag aan de Burbia (791)
- Slag bij Lutos (794)
- Slag bij Las Babias (795)
- Slag aan de Rio Quirós (795)
- Slag bij Lérida (797)
- Slag aan de Rio Nalón
- Slag bij Oviedo

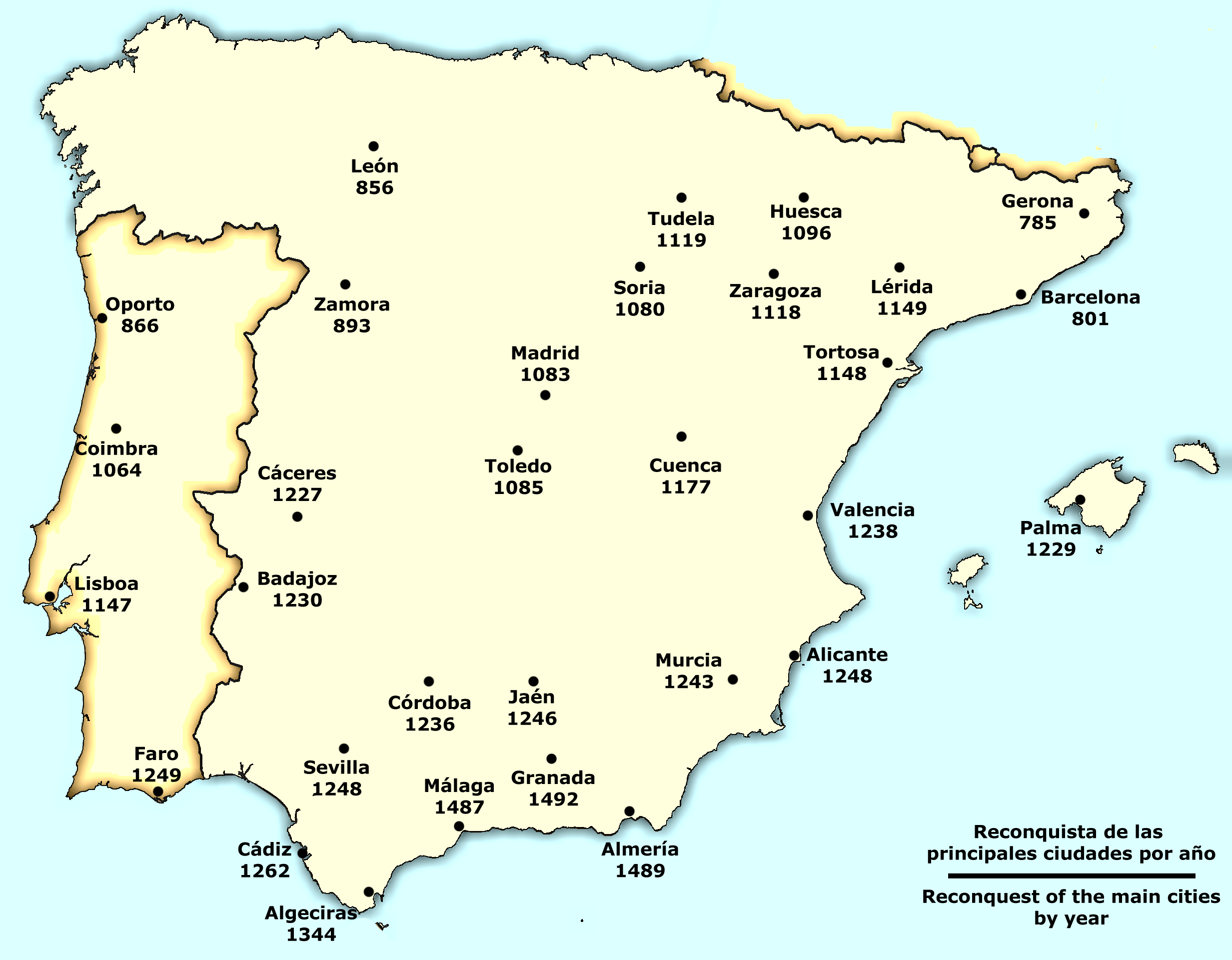
Reconquista van de belangrijkste steden (per jaar)

- Belegering van Barcelona (800-801)
- Slag van Conchas de Arganzón (801)
- Slag bij Pancorbo (816)
- Slag bij Clavijo (844)*
- Slag bij Albelda (851)
- Slag bij Guadalacete (852)
- Slag bij Albelda (859)
- Slag bij Morcuera (865)
- Slag bij Polvoraria (878)
- Slag bij Cellorigo (882)
- Slag bij Cellorigo (883)
- Inval van 897 tegen Barcelona
- Dag van Zamora (901)
- Inval in Pallars en Ribagorza (904)
- Slag bij San Esteban de Gormaz (917)
- Slag bij San Esteban de Gormaz (919)
- Slag bij Valdejunquera (920)
- Slag bij Simancas (939)
- Slag bij Alhandic (939)

- Slag bij Estercuel (975)
- Slag bij Torrevicente (981)
- Slag bij Rueda (981)
- Plundering van Barcelona (985)
- Slag bij Cervera (1000)
- Slag bij Calatañazor (1002)
- Slag bij Albesa (1003)
- Slag bij Torá (1003 of 1006)

Taifa periode
- Slag bij Tafalla (1035 of 1043)
- Slag bij Tamarón (1037)
- Slag bij Graus (1063)
- Kruistocht van Barbastro (1064)
- Slag bij Paterna (1065)
- Slag bij Cabra (1079)
- Slag bij Piedra Pisada (1084)
- Slag bij Morella (1084)
- Belegering van Toledo (1085)
- Belegering van Zaragoza (1086)

Veldslagen van Almanzor

Kaart met de verovering van de Kroon van Aragón

Oorlogen tegen de Almoraviden en Taifa's
- Slag bij Sagrajas (1086)
- Beleg van Tudela (1087)
- Slag van Montsó (1089)
- Belegering van Aledo (1089)
- Belegering van Toledo (1090)
- Slag bij Tévar (1090)
- Slag van Valencia (1093-1094)
- Slag van Cuarte (1094)
- Slag bij Alcoraz (1096)
- Slag bij Bairén (1097)
- Slag bij Consuegra (1097)
- Belegering van Toledo (1099)
- Belegering van Toledo (1100)
- Slag bij Malagón (1100)
- Slag bij Mollerussa (1102)
- Slag bij Arouca (1102)
- Slag van Vatalandi (1103)
- Verovering van Balagi (1105)
- Slag bij Uclés (1108)
- Belegering van Toledo (1109)
- Bezetting van Talavera de la Reina (1109)
- Slag bij Valtierra (1110)
- Inname van Santarém (1111)
- Balearische Kruistocht (1113-1115)
- Slag om Martorell (1114)
- Slag bij Zaragoza (1118)
- Slag bij Cutanda (1120)
- Belegering van Larida (1122-1123)
- Slag bij Arnisol (1126)
- Slag van Corbins (1126)
- Slag bij de Alcalans (1129)
- Slag bij Fraga (1134)
- Beleg van Coria (1138)

- Slag bij Ourique (1139)
- Beleg van Oreja (1139)
- Beleg van Coria (1142)
- Slag bij Montiel (1143)
- Slag bij al-Ludjdj (1146)
- Kruistocht van Almería (1147)
- Verovering van Santarém (1147)
- Slag van Sacavém (1147)
- Beleg van Lissabon (1147)
- Beleg van Tortosa (1148)

Kaart met de veroveringen tegen de Almoraviden

Oorlogen tegen de Almohaden en Taifa's
- Verovering van Siurana (1153-1154)
- Belegering van Badajoz (1169)
- Belegering van Huete (1172)
- Verovering van Conca (1177)
- Belegering van Moya (1183)
- Beleg van Santarém (1184)
- Beleg van Silves (1189)
- Slag bij Alarcos (1195)
- Beleg van Ademuz (1210)
- Slag bij Las Navas de Tolosa (1212)
- Belegering van Alcácer do Sal (1217)
- Beleg van Jaén (1225)

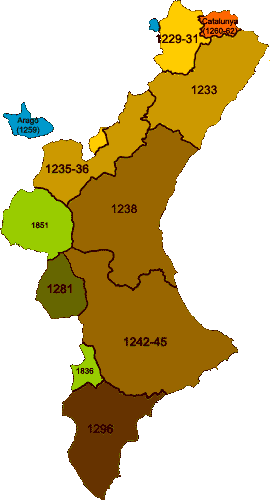
Kaart met de verovering van het Koninkrijk Valencia

- Verovering van Majorca (1228–1231)
  - Aankomst in Santa Ponça (1229)
  - Belegering van Majorca (1229)
  - Slag bij Portopí (1229)
  - Belegering van Alaro (1229-1231)
  - Belegering van Pollença (1229-1231)
  - Beleg van Arta (1230)

- Beleg van Jaén (1230)
- Slag bij Jerez (1231)
- Beleg van Burriana (1233)
- Beleg van Córdoba (1236)

Kaart met de verovering van Castilië

- Slag bij de Puig de Santa María (1237)

Oorlogen tegen de Nasriden en Meriniden
- Beleg van Jaén (1245–1246)
- Beleg van Sevilla (1247-1248)
- Verovering van Faro (1249)
- Beleg van Jerez (1261)
- Inname van Jerez (1264 of 1266)
- Opstand van de mudejars (1264–1266)
  - Verovering van Murcia (1265–1266)
- Slag bij Écija (1275)
- Slag bij Martos (1275)
- Slag bij Algeciras (1278)
- Beleg van Algeciras (1278)
- Slag bij Moclín (1280)
- Verovering van Menorca (1287)
- Verovering van Tarifa (1292)
- Slag bij Iznalloz (1295)
- Beleg van Gibraltar (1309)
- Beleg van Algeciras (1309–1310)
- Beleg van Almería (1309)
- Beleg van Gibraltar (1316)
- Ramp van de Vega de Granada (1319)
- Slag van Los Cueros (1325)
- Slag van Guadalhorce (1326)

- Slag bij Teba (1330)
- Inval van 1330
- Beleg van Guardamar (1331)
- Beleg van Guardamar (1332)

Kaart met de veroveringen in het Emiraat Granada

- Beleg van Gibraltar (Februari-juni 1333)
- Beleg van Gibraltar (Juni-augustus1333)
- Slag van Vega de Pagana (1339)
- Slag aan de Salado (1340)
- Slag van Getares (1340)
- Slag bij Estepona (1342)
- Beleg van Algeciras (1342–1344)
- Beleg van Gibraltar (1349–1350)
- Slag bij Linuesa (1361)
- Slag bij Guadix (1362)
- Beleg van Algeciras (1369)
- Inname van 1386
- Slag bij Collejares (1406)
- Slag bij Gibraltar (1407)
- Overgave van Antequera (1410)
- Slag bij La Higueruela (1431)
- Beleg van Gibraltar (1436)
- Slag bij Los Alporchones (1452)
- Beleg van Alcazarquivir (1458)
- Beleg van Gibraltar (1462)
- Oorlog van Granada (1482–1492)
  - Slag om Lucena (1483)
  - Beleg van Málaga (1487)
  - Mudéjar-opstand (1490)

Opstanden na de reconquista
- Opstand van Alpujarras (1499–1501)
- Opstand van de Broederschappen (1519-1523)
- Opstand van Benaguasil (1525)
- Opstand van Espadán (1526)
- Opstand van Alpujarras (1568–1571)
  - Slag bij de Rots van Frigiliana (1569)

Herovering door de Ottomanen
- Ottomaanse inval op de Balearen (1501)
- Slag bij Formentera (1529)
- Plundering van Mahón (1535)
- Slag bij Alborán (1540)
- Plundering van Gibraltar (1540)
- Plundering van Cadaqués en Palamós (1543)
- Plundering van Pineda de Mar (1545)
- Plundering van de Balearen (1558)
- Actie van 28 november 1751
- Slag bij Cabo Palos (1758)

*Fictieve veldslag